# A Paris…
A Paris… — студийный альбом Jacky Terrasson, вышедший на Blue Note в 2001 году.

## Об альбоме
A Paris… продюсировали сам Jacky Terrasson и Christophe Deghelt. Этот альбом является посвящением Городу Огней — Парижу — и всей Франции. Альбом содержит коллекцию джазовых обработок самых известных французских шансонных мелодий.

## Список композиций
1. Plaisir d’amour (3:08)
2. Les chemins de l’amour (4:21)
3. Jeux interdits (6:25)
4. A Paris (8:49)
5. I love Paris in the springtime (3:07)
6. Que reste-t’il de nos amours (4:17)
7. Ne me auille pas (4:41)
8. La vie en rose (3:08)
9. Nantes (1:59)
10. La Marseillaise (3:14)
11. Rue des Lombards (1:05)
12. L’aigle noir (3:20)
13. I love you more (6:19)
14. Metro (1:30)

## Участники записи
- Jacky Terrasson (фортепиано, Fender Rhodes, rain stick на Nantes)
- Stefano di Battista (саксофон)
- Bareli Lagrene (гитара)
- Gregoire Maret (гармоника)
- Stefon Harris (маримба)
- Remi Vignolo (контрабас, бас)
- Ugonna Okegwo (контрабас, бас)
- Terreon Gully (барабаны)
- Leon Parker (барабаны)
- Minino Garay (перкуссия)